# Prvenstvo ZNP 1939-1940
Il Prvenstvo Zagrebačkog nogometnog podsaveza 1939./40. (it. "Campionato della sottofederazione calcistica di Zagabria 1939-40") fu la ventunesima edizione del campionato organizzato dalla Zagrebački nogometni podsavez (ZNP), la ventisettesima in totale, contando anche le 4 edizioni del Prvenstvo grada Zagreba (1918-1919) e le 2 del campionato del Regno di Croazia e Slavonia (1912-1914, composto esclusivamente da squadre di Zagabria).
Questa fu la sesta edizione del Prvenstvo ZNP ad essere di seconda divisione, infatti le migliori squadre zagabresi militavano nella Hrvatsko-slovenska liga 1939-1940, mentre i vincitori sottofederali avrebbero disputato gli spareggi per la promozione alla Hrvatska liga successiva.
Il torneo, chiamato 1. Podsavezni razred ("Prima classe sottofederale"), fu vinto dallo Željezničar Zagabria, al suo secondo titolo nella ZNP.
Il campionato era diviso era diviso fra le squadre di Zagabria città (divise in 5 divisioni chiamate razred) e quelle della provincia (divise in varie parrocchie, župe).

## Struttura
```
I termini "in casa" e "in trasferta" non hanno senso perché pochi club avevano un proprio stadio, solo cinque impianti di Zagabria rispettano il regolamento per le partite: 
Koturaška cesta
 del 
Građanski
, 
Maksimir
 del 
HAŠK
, 
Tratinska cesta
 del 
Concordia
, Miramarska cesta del 
Viktorija
 e dello 
Željezničar
 e quello dello 
Šparta
.
[
2
]
```

| 1º livello | Hrvatsko-slovenska liga | 10 squadre |
| 2º livello | 1. podsavezni razred    | 8 squadre  |
| 3º livello | 1/A razred              | 10 squadre |
| 4º livello | 1/B razred              | 10 squadre |
| 5º livello | 2. razred               | 7 squadre  |
| 6º livello | 3. razred               | 7 squadre  |

## Classifica
```
L'8 agosto 1940, lo ŠK Skakavci si fonde con il NK Trešnjevka a formare il Trešnjevačka skakavci.
[
3
]
```

|                   | Pos. | Squadra              | Pt | G  | V  | N | P  | GF | GS | QR    |
| ----------------- | ---- | -------------------- | -- | -- | -- | - | -- | -- | -- | ----- |
|                   | 1.   | Željezničar Zagabria | 22 | 14 | 10 | 2 | 2  | 40 | 17 | 2,352 |
|                   | 2.   | Ličanin Zagabria     | 17 | 14 | 8  | 1 | 5  | 32 | 18 | 1,777 |
|                   | 3.   | Ferraria Zagabria    | 17 | 14 | 7  | 3 | 4  | 33 | 22 | 1,500 |
|                   | 4.   | Skakavci             | 16 | 14 | 5  | 6 | 3  | 35 | 21 | 1,666 |
|                   | 5.   | Šparta Zagabria      | 14 | 14 | 6  | 2 | 6  | 29 | 24 | 1,208 |
|                   | 6.   | ZET Zagabria         | 12 | 14 | 4  | 4 | 6  | 26 | 30 | 0,866 |
|                   | 7.   | Viktorija Zagabria   | 11 | 14 | 4  | 3 | 7  | 25 | 41 | 0,609 |
|                   | 8.   | Makabi Zagabria      | 3  | 14 | 1  | 1 | 12 | 7  | 53 | 0,132 |
| Fonte: exyufudbal |      |                      |    |    |    |   |    |    |    |       |

Legenda:
      Campione della ZNP ed ammesso agli spareggi per la Hrvatska liga 1940-1941.
  Partecipa agli spareggi.
      Retrocessa nella divisione inferiore.
Note:
Due punti a vittoria, uno a pareggio, zero a sconfitta.

## Provincia
Il 4 febbraio 1940, le squadre della I Župa (Sušak) fondano la Sušački nogometni podsavez, la sottofederazione calcistica di Sussak, rendendosi indipendenti da quella di Zagabria.